# Pisaras Village
Pisaras Village är en ort i Mikronesiska federationen.   Den ligger i kommunen Piherarh Municipality och delstaten Chuuk, i den västra delen av landet, 900 km väster om huvudstaden Palikir. Pisaras Village ligger 13 meter över havet och antalet invånare är 245. Den ligger på ön Pisaras.
Terrängen runt Pisaras Village är mycket platt. Pisaras Village är den högsta punkten i trakten. Det finns inga andra samhällen i närheten. 